# Tariec
Tariec est un prénom masculin breton. 
Il fait référence à saint Tariec. 
Il se fête le 20 janvier. 